# Torre de San Marcos de la Barcella

La torre de San Marcos de la Barcella es una antigua torre de vigilancia que se encuentra ubicada en el antiguo y desaparecido municipio español de la Barcella, en el conocido como Paraje La Barcella, actualmente municipio de Chert, en la comarca del Bajo Maestrazgo, de la provincia de Castellón. Como toda torre de vigilancia está catalogada, por declaración genérica, como Bien de Interés Cultural, con anotación ministerial número 28402, y fecha de anotación 19 de enero de 2012.

## Historia
La torre se encuentra ubicada en un valle que toma su nombre de una antigua localidad ya desaparecida, la Barcella. La población debió existir con anterioridad a la conquista cristiana del territorio, y se cita en 1192, en diversos documentos históricos.
Del antiguo poblado sarraceno de la Barcella únicamente se conserva la Torre defensiva , un aljibe situado al norte de la misma, y la ermita, conocida como Ermita de San Pedro y San Marcos de la Barcella, la cual está catalogada como Bien de relevancia local.

## Descripción
La torre presenta planta rectangular, con muros construidos de mampostería trabada con argamasa y sillares en las esquinas para reforzar la estructura del edificio. La torre está rematada con almenas que presentan forma prismática. La torre está adosada actualmente a la mencionada ermita, con la que comparte los muros este y sur, razón por la cual solamente las fachadas norte y oeste de la torre pueden distinguirse con claridad. Estas presentan pequeños vanos, en unos sillares están trabajados, pudiéndose observar en tres de ellos las marcas de cantería, que son, en dos de ellas unas aspas, y, en la tercera una flecha. Por su parte, se puede leer la inscripción “año 18-4”, en la fachada noroeste, puede interpretarse como la fecha en la que se llevó a cabo algún tipo de intervención en el edificio.
En cuanto al aljibe, este consta de un depósito con planta rectangular cubierto por bóveda de cañón.